# Л’Аржантьер-ла-Бессе
Л’Аржантье́р-ла-Бессе́ (фр. L'Argentière-la-Bessée, окс. L'Argentièra) — коммуна во Франции, находится в регионе Прованс — Альпы — Лазурный Берег. Департамент коммуны — Верхние Альпы. Главный город кантона Л’Аржантьер-ла-Бессе. Округ коммуны — Бриансон.
Код INSEE коммуны — 05006.

## Население
Население коммуны на 2008 год составляло 2330 человек.
| 1962 | 1968 | 1975 | 1982 | 1990 | 1999 | 2008 |
| ---- | ---- | ---- | ---- | ---- | ---- | ---- |
| 2238 | 2395 | 2434 | 2497 | 2191 | 2289 | 2330 |

## Экономика
В 2007 году среди 1431 человека в трудоспособном возрасте (15—64 лет) 1062 были экономически активными, 369 — неактивными (показатель активности — 74,2 %, в 1999 году было 68,6 %). Из 1062 активных работали 988 человек (548 мужчин и 440 женщин), безработных было 74 (34 мужчины и 40 женщин). Среди 369 неактивных 111 человек были учениками или студентами, 118 — пенсионерами, 140 были неактивными по другим причинам.

## Достопримечательности
- Бывшие серебряные рудники (ныне музей).
- Башня Орлож.
- Церковь Сент-Аполлинер (XV век), состоит из одного нефа, колокольня увенчана пирамидального шпиля.
- Часовня Сен-Жан (XII век), исторический памятник с 22 июля 1886 года.